# Jim Capaldi
Pour les articles homonymes, voir Capaldi.
Nicola James "Jim" Capaldi est un musicien, batteur, percussionniste, auteur et chanteur britannique né le 2 août 1944 à Evesham et mort le 28 janvier 2005 à Londres. En 1967, il est le cofondateur du groupe de rock progressif Traffic aux côtés de Steve Winwood, avec lequel il co-écrit la majeure partie des chansons du groupe. Jim Capaldi enregistre son premier album solo en 1972, et poursuit sa carrière en solo après la séparation de Traffic en 1974. 
Capaldi a fait plusieurs chansons avec Jimi Hendrix, Eric Clapton, George Harrison, Alvin Lee, Cat Stevens et Mylon LeFevre (en), et écrit les paroles pour d'autres artistes, notamment "Love Will Keep Us Alive" des Eagles et "This is Reggae Music" de Zap Pow. En tant qu'artiste solo, près d'une demie dizaine de ses tubes se hissent dans les classements musicaux de différents pays, les plus connus étant "That's Love" et sa reprise de "Love Hurts".
Il est introduit au « Rock'n'Roll Hall of Fame » en 2004.

## Carrière

### Jeunesse et débuts dans la musique
Nicola James Capaldi naît à Evesham, dans le Worcestershire. Ses parents sont Marie (née Couchier) et Nicholas Capaldi. Le nom de son père était initialement orthographié Nicola à sa naissance en 1913, car ses parents étaient Italiens.
Capaldi apprend enfant à jouer du piano et à chanter avec son père, qui était professeur de musique, et à jouer de la batterie à l'adolescence auprès de ses amis. A 14 ans, il forme le groupe The Sapphires, où il est le chanteur. A 16 ans, il fait un apprentissage dans une usine de Worcester, où il rencontre Keith Miller et Dave Mason. En 1963, il forme le groupe The Hellions, avec Mason à la guitare et Gordon Jackson à la guitare rythmique, tandis que Capaldi s'occupe de la batterie et des percussions. En août 1964, Tanya Day joue avec les Hellions au Star-Club de Hambourg, en Allemagne. Le Spencer Davis Group était logé dans le même hôtel que les Hellions ce soir-là, et c'est à cette occasion que Steve Winwood est devenu ami avec Capaldi et Mason.
De retour à Worcester, les Hellions jouent avec plusieurs artistes dont Adam Faith et Dave Berry (en). A la fin de l'année 1964, le groupe a une résidence au Whisky a Go Go club de Londres. En 1964-65, le groupe publie trois singles, sans qu'aucun n'atteigne les classements. Plus tard la même année, John Palmer rejoint le groupe à la batterie, et Capaldi devient le chanteur du groupe.
Les Hellions retournent à Worcester en 1966, où ils changent de nom pour devenir The Revolution, publiant un quatrième single qui n'est pas parvenu non plus à entrer dans les classements. Désillusionné, Dave Mason quitte le groupe. Capaldi remplace Mason par Luther Grosvenor (en) et renomme le groupe Deep Feeling. Capaldi, Jackson et Palmer écrivent à ce moment des chansons pour le groupe qui sont bien plus complexes que celles du répertoire des Hellions. Ils jouent des concerts à Birmingham et dans tout le Black Country ; l'ancien manager des Yardbirds, Giorgio Gomelsky, leur propose alors d'enregistrer un album. Le groupe enregistre plusieurs chansons en studio de 1966 à 1968 qui ne sont pas publiées avant 2009, lorsque l'album Pretty Colours est publié par Sunbeam Records.

### Premiers succès
Capaldi et le groupe jouent souvent à Londres, et Jimi Hendrix, alors inconnu, joue de la guitare avec eux au Knuckles Club. De retour à Birmingham, Capaldi participe à plusieurs concerts improvisés au Elbow Room club, situé sur la Aston High Street, avec Mason, Winwood et Chris Wood. Au début de l'année 1967, les quatre se mettent d'accord pour former un nouveau groupe qu'ils nomment Traffic, et Deep Feeling est dissous.
Le nouveau groupe signe chez Island Records et loue un cottage calme à Aston Tirrold, dans le Berkshire, pour écrire et expérimenter de nouveaux instruments. Le cottage ne restait cependant pas longtemps calme, puisque de nombreux visiteurs étaient présents, dont Eric Burdon, Eric Clapton, Pete Townshend ou encore Trevor Burton (de The Move), entre autres.
Capaldi écrit les paroles du premier single de Traffic, "Paper Sun", qui se hisse à la cinquième place du UK Singles Chart à l'été 1967. Cette chanson marque le début d'un partenariat entre Capaldi et Winwood, où Jim écrit les paroles et Steve produit la quasi-totalité des chansons du groupe. Seule exception sur "No Face, No Name, No Number", où Capaldi a écrit la chanson et Winwood a écrit la musique.
Malgré son rôle majeure dans l'écriture des chansons du groupe, Capaldi chante rarement ses chansons avec Traffic, la voix envoûtante de Winwood étant préférée à sa voix plus brute. Deux singles supplémentaires du groupe sont publiés en 1967, et en décembre de la même année, le groupe publie l'album Mr. Fantasy. Après un album supplémentaire, Traffic, le groupe se sépare.

### Renaissance de Traffic

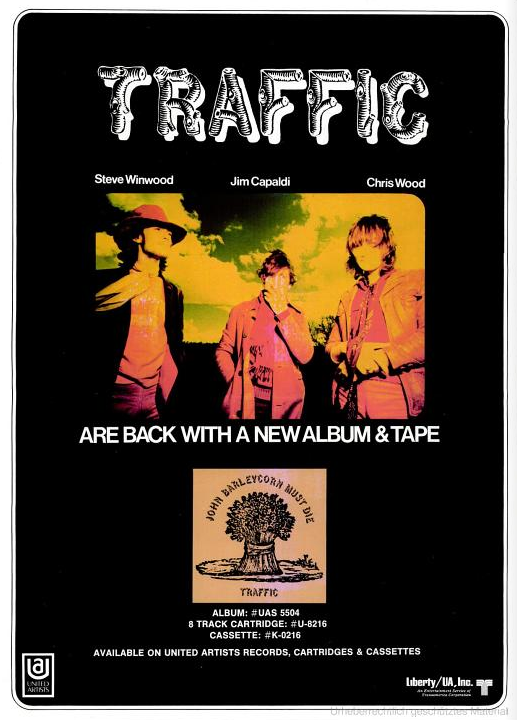
Capaldi (au milieu) dans une publicité du magazine Billboard en 1970.

Capaldi forme un nouveau groupe avec Mason, Wood et Mick Weaver (en), mais les tensions autour de la création musicale causent le départ de Mason, et le groupe se sépare en mars 1969. En janvier 1970, Capaldi et Wood rejoignent Winwood en studio pour participer à l'enregistrement de son album solo. Ces sessions étaient tellement productives que le trio reforme Traffic afin de réaliser l'album John Barleycorn Must Die. Il s'ensuit une tournée britannique et américaine avec plusieurs musiciens de scène, puis le groupe produit les albums Welcome to the Canteen (en) et The Low Spark of High Heeled Boys (en). La chanson éponyme du dernier album, une critique cynique de l'industrie musicale, devient l'une des plus connues de Capaldi. De plus, "Rock and Roll Stew (part 1)" sur laquelle chante Capaldi, connaît un succès relatif aux États-Unis.

### Dernières années de Traffic et carrière solo

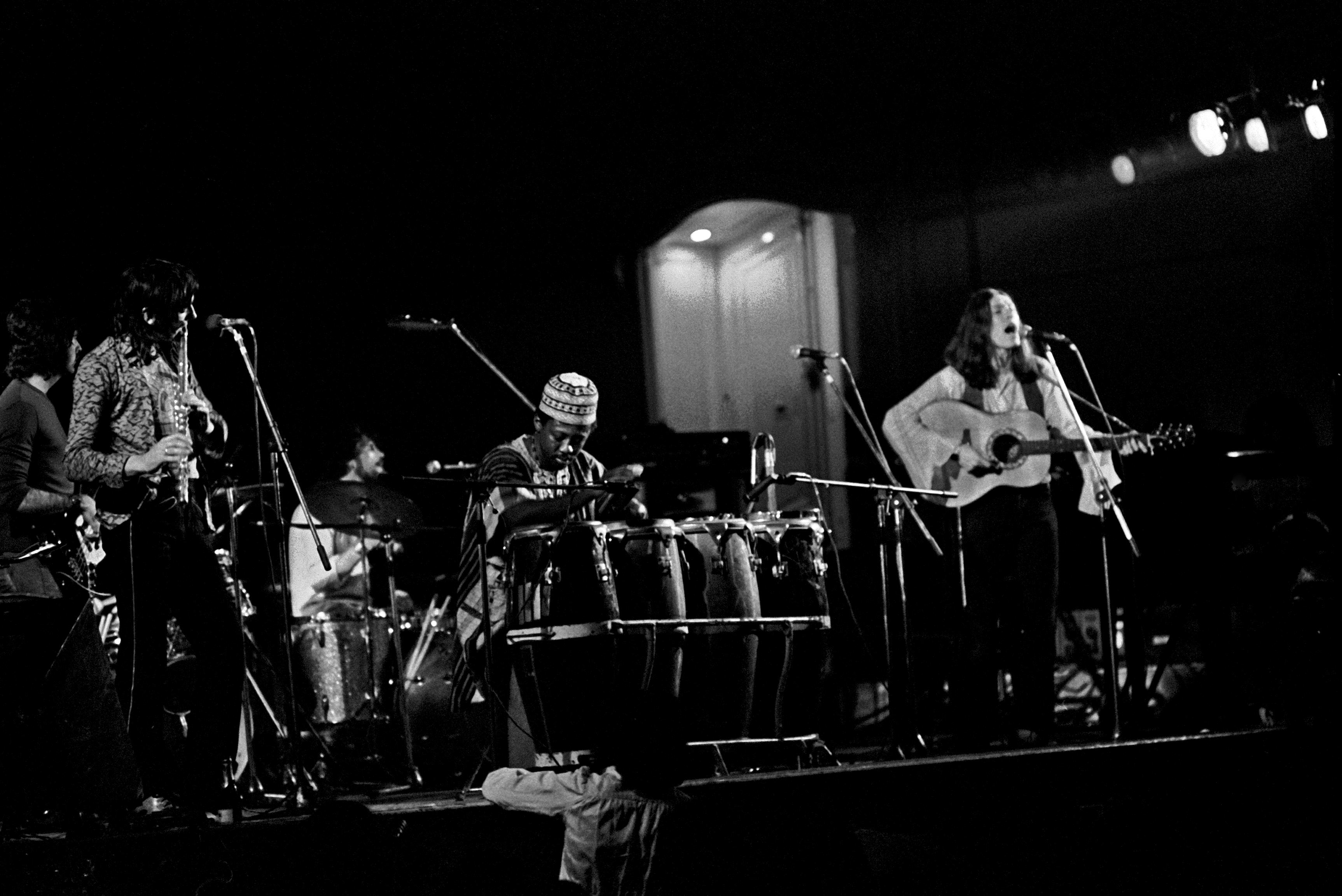
Traffic en concert en 1973. Capaldi est au milieu des cinq musiciens, dans l'ombre.

Alors que Traffic est mis en pause en raison des problèmes de santé de Steve Winwood, Capaldi enregistre un album solo, Oh How We Danced (en), en 1972. Il contient une large variété de styles musicaux ainsi que des collaborations avec le guitariste de Free Paul Kossoff, la Muscle Shoals Rhythm Section (en) et plusieurs autres membres de Traffic. L'album est bien accueilli par les critiques, et connaît un succès modeste aux États-Unis, encourageant Capaldi à poursuivre une carrière solo en parallèle de son travail avec Traffic.
Après deux albums supplémentaires avec Traffic, le groupe décide de prendre une courte pause, permettant à Capaldi d'enregistrer Whale Meat Again (en), qui est légèrement moins bien accueilli que son premier album solo, à la fois par les critiques et par les ventes. La chanson titre était une tirade écologiste résolument hard rock et sans vergogne ; les chansons agressives traitant de problématiques sociopolitiques deviennent la marque de fabrique de Capaldi. Il commence conjointement à travailler sur son troisième album solo, Short Cut Draw Blood (en), ainsi que sur l'album When the Eagle Flies (en) avec Traffic. Alors que le groupe est en tournée, l'un des premiers singles de son album solo, "It's All Up to You", entre dans le top 40 du classement britannique. S'il s'agit du premier succès majeur de Capaldi, ce n'est de loin pas le dernier. Traffic se sépare après la tournée, laissant à Capaldi le temps de se concentrer sur sa carrière solo. Short Cut Draw Blood est publié l'année suivante. En octobre 1975, sa reprise de la chanson "Love Hurts" des Everly Brothers atteint la quatrième place du classement britannique, et entre dans tous les classements mondiaux. L'album est considéré par beaucoup comme sa pièce maîtresse, traitant de sujets aussi larges que l'environnement, la corruption du gouvernement et les drogues. Il fait également ses premiers pas en tant qu'acteur dans le court métrage Short Ends (1976), réalisé par Esther Anderson (en) et avec Judy Geeson et Hilary Baker.

### Période disco
Cependant, les évènements font que Capaldi ne parvient pas à consolider son image de star. Il commence à travailler sur son prochain album, Play it by Ear, ainsi que sur le premier album solo de Steve Winwood. Play it by Ear prend un temps inhabituellement long à être enregistré, et dans l'intervalle de temps, son contrat avec Island Records est rompu. L'album est annulé en conséquence, même si un premier single, "Goodbye My Love" (sans rapport avec "Goodbye Love" d'un album précédent de Capaldi), avait déjà été publié. Capaldi a plus tard décrit cet évènement comme "une arrivée dans le désert". L'album Play it by Ear est finalement publié deux ans après Short Cut Draw Blood.
A cette époque, Capaldi est en train d'écrire la bande originale du film récompensé The Contender, qui est la dernière chanson qu'il enregistre avec la Muscle Shoals Rhythm Section, et crée donc un nouveau groupe de musiciens pour l'accompagner en studio, puis en tournée : The Contenders. Le groupe est composé de Pete Bonas (guitare), Chris Parren (synthétiseurs), Ray Allen (saxophone, chœurs, percussions) et de Phil Capaldi (chœurs, percussions). Bonas est un collaborateur important de Capaldi, qui a co-écrit beaucoup de ses chansons. Un seul album, Electric Nights, est réalisé avec les Contenders sur chaque chanson. Sur les conseils de son nouveau label, RSO Records, Capaldi s'intéresse à la disco. Son premier album avec le label, The Contender, est publié aux États-Unis sous le titre Daughter of the Night, avec des chansons légèrement différentes. Cependant, le single "Daughter of the Night" ne parvient pas à satisfaire la critique.
L'album suivant, publié en 1979, Electric Nights, est plus populaire. "Shoe Shine", qui combine rythmique et mélodies disco avec sa voix agressive et des paroles qui traitent de la pauvreté et de la misère, se classe à la onzième position en France, et entre dans le classement des meilleures singles de dance de Billboard. Toutefois, malgré la présence de deux chansons de hard rock ("Elixir of Life" et "Hotel Blues"), Capaldi a par la suite critiqué ces deux albums avec RSO, déclarant qu'ils "étaient enterrés sous une pile de disco".
Changeant à nouveau de label discographique, Capaldi abandonne la disco pour ses deux albums suivants, The Sweet Smell of... Success (1980) et Let the Thunder Cry (1981). Les albums ont des influences de pop, de hard rock et même de musique latine, car Capaldi a depuis déménagé au Brésil. Même si "Child in the Storm" atteint la 75e place du classement néerlandais, le succès n'est pas au rendez-vous.
L'album Let the Thunder Cry est publié au Brésil par Young/RGE au début de l'année 1981, et contient deux tubes majeurs au Brésil : "Old Photographs", une reprise de "Casinha branca", chanté à l'origine par Gilson en 1979, et "Favella Music". "Old Photographs" devient un tube après avoir été inclus dans la bande originale du soap opera de Rede Globo Brilhante à la fin de l'année 1981.

### Retour à la popularité
Capaldi et Winwood ont continué à travailler ensemble après la dissolution de Traffic, participant à chacun des albums solo de l'autre. Pour son huitième album solo, fait de Winwood son collaborateur principal. Pour la première fois, Capaldi joue la majorité des parties de batterie, ce qu'il continue à faire sur ses albums suivants. La plupart des morceaux de Fierce Heart sont mixés de sorte à mettre l'accent sur les synthétiseurs, coupant souvent la voix de Capaldi. Ce style musical est exactement ce qui était recherché à l'époque, et "That's Love" devient son plus grand succès américain, atteignant la 28e position du classement à l'été 1983. Un autre single de l'album, "Living on the Edge", a atteint la 75e place, l'album se hissant à la 91e place du Billboard 200.
Cette fois, Capaldi parvient à produire un album assez rapidement, mais malgré son récent succès et l'invitation de Steve Marriott, Snowy White et Carlos Santana, l'album One Man Mission de 1984 n'a pas le succès escompté. L'album, profondément hard rock, inclut des boîtes à rythme et des synthétiseurs. En 1988, Capaldi publie Some Come Running. Même s'il ne parvient pas à remplir ses attentes commerciales, il atteint la 183e place aux États-Unis et la 46e en Suède, avec deux tubes aux Pays-Bas. Malgré l'apparition d'Eric Clapton et de George Harrison sur "Oh Lord, Why Lord", c'est "Something so Strong" qui devient un tube aux Pays-Bas, dépassant le top 40 local et hissant l'album dans les classements.
Some Come Running marque la fin de la carrière solo de Capaldi. Son prochain album solo, la compilation de ses plus grands tubes, Prince of Darkness, sort en 1995 et connaît un certain succès aux Pays-Bas.

### Collaborations musicales
Le principal succès de Capaldi tient à sa capacité d'écriture, qu'il conserve toute sa vie. En 1990, la chanson "One and Only Man" de Steve Winwood dont les paroles ont été écrites par Capaldi, atteint le top 20 du classement américain. Il est récompensé à cinq reprises aux BMI et Ascap Awards pour les "compositions les plus jouées en Amérique", et pour avoir écrit ou co-écrit des chansons qui ont excédé les 25 millions de ventes cumulées. Étant ami avec Bob Marley, il participe à l'écriture de certaines chansons de l'album Catch A Fire, dont "This Is Reggae Music".
Capaldi s'est également démarqué par ses collaborations avec d'autres musiciens. En 1973, il joue de la batterie pendant le concert d'Eric Clapton au Rainbow Theatre, et à certaines reprises en studio avec Clapton. Capaldi travaille avec Robert Calvert du groupe Hawkwind sur son album solo acclamé par la critique Captain Lockheed and the Starfighters (1974), chantant dans les sections expérimentales entre les chansons. Dans les années 1980, Capaldi participe aux projets de Carlos Santana, écrivant certaines de ses chansons. Dans les années 1990, il co-écrit (avec Paul Carrack) la chanson "Love Will Keep Us Alive", qui est ensuite utilisée par les Eagles sur leur album à succès Hell Freezes Over. En 1993, Traffic se reforme et part en tournée aux États-Unis et au Royaume-Uni. Capaldi et Winwood enregistrent un nouvel album, Far from Home, sans les autres membres du groupe. En 1998, il participe à une tournée américaine avec Mason[citation nécessaire].

### Dernières années
Le onzième album studio de Capaldi Living on the Outside (2001) contient des morceaux avec George Harrison, Steve Winwood, Paul Weller, Gary Moore et Ian Paice. George Harrison joue de la guitare sur la chanson "Anna Julia", une traduction anglaise d'une chanson en portugais du groupe Los Hermanos. Les deux frères Capaldi jouent lors du Concert for George en 2002.

## Vie privée
Capaldi épouse la Brésilienne Aninha E. S. Campos en 1975 à la All Saints Church de Marlow. En 1976, il participe à la tournée de non groupe Space Cadets avant de déménager au Brésil en 1977.
De cette union naissent deux filles, Tabitha (née en 1976) et Tallulah (née en 1979). Les Capaldi vivaient dans la région de Bahia, au Brésil, jusqu'au début des années 1980. C'est là-bas qu'il s'intéresse aux questions environnementales. La famille conserve deux maisons à Marlow (Buckinghamshire) et à Ipanema (Rio de Janeiro). La chanson "Favela Music" de son album Let The Thunder Cry (1981) exprime son amour pour le Brésil. Il a travaillé avec plusieurs musiciens et compositeurs brésiliens.
Capaldi était un soutien de l'École londonienne de samba (ELS), et y a joué de la bateria (en) à au moins une reprise. Il était très impliqué dans les organisations caritatives brésiliennes, dont l'Associação Beneficiente São Martinho qui aidait les enfants abandonnés au quartier de Lapa, à Rio de Janeiro. L'organisation est également soutenue par l'ELS entre 1994 et 2001. Sa femme a été la Porta Bandeira (porte-drapeau) de l'ELS aux carnavals de Notting Hill en 1994 et en 1995.
En dehors de la musique et de son intérêt pour la cause environnementale, Capaldi a aussi accompagné sa femme dans son travail contre la pauvreté infantile au Brésil. Pour cela, Capaldi et sa femme ont été invités par le Premier ministre Tony Blair à Chequers. Capaldi est resté actif professionnelement jusqu'à ce que sa maladie l'empêche de travailler. Alors qu'il travaillait sur l'organisation d'une tournée d'adieu avec Traffic en 2005, il meurt le 28 janvier 2005 à Westminster, à 60 ans.

## Hommages
Après sa mort, plusieurs hommages en l'honneur de la carrière et la vie de Capaldi ont été émis, dont la création d'un album de reprises intitulé Dear Mr Fantasy. Un concert en son hommage s'est tenu à la Roundhouse de Camden Town (Londres) le 21 janvier 2007. Parmi les invités se trouvaient Bill Wyman (des Rolling Stones), Jon Lord (de Deep Purple), Gary Moore, Steve Winwood, Cat Stevens, Joe Walsh (des Eagles), Paul Weller, Pete Townshend (des Who), le frère de Jim, Phil, et bien d'autres. Les chansons reprises ce soir-là étaient aussi bien des chansons de sa carrière perso que celles de Traffic. Tous les bénéfices de l'évènement ont été reversés à l'association caritative de Capaldi. Le concert est publié en double CD la même année.
Le deuxième hommage musical, un coffret de quatre disques intitulé Dear Mr. Fantasy: The Jim Capaldi Story, est publié en juillet 2011. Si la majorité des titres proviennent de la carrière solo de Capaldi, certaines chansons des Hellions, de Deep Feeling et de Traffic sont incluses, aux côtés de chansons jusqu'alors inconnues, dont une chanson co-écrite avec George Harrison en 1997. Le coffret contenait également des photos et des textes écrits par Capaldi.
Le troisième et dernier hommage rendu à Capaldi est la publication d'un livre regroupant tous ses textes, publié en novembre 2011. L'idée d'un coffret de disques et d'un livre de textes avait été formulée par Capaldi peu avant sa mort, idée concrétisée par sa veuve comme sa dernière volonté.

## Discographie albums (solo)
- Oh How We Danced (1972)
- Whale Meat Again (1974)
- Short Cut Draw Blood (1975)
- Play It By Ear (1977)
- Daughter of the Night (1978)
- The Contender (1978)
- Electric Nights (1979)
- The Sweet Smell of Success (1980)
- Let The Thunder Cry (1981)
- Fierce Heart (1983)
- One Man Mission (1984)
- Some Came Running (1988)
- Prince of Darkness (1995)
- Let The Thunder Cry (1999)
- Living On The Outside (2001)
- Poor Boy Blue (2004)
- Dear Mr. Fantasy: The Jim Capaldi Story (2011)